# Lynn Fontanne
Lillie Louise Fontanne (urodzona 6 grudnia 1887 roku w Woodford, zmarła 30 lipca 1983 roku w Genesee Depot) – brytyjska aktorka, nominowana do Oscara za rolę w filmie The Guardsman.